# Victor Fontanier
Victor Fontanier (Saint-Flour, 23 septembre 1796 - Civitavecchia, 26 mai 1857) est un diplomate et naturaliste français. 

## Biographie
Il fait des études de pharmacie et entre en 1819 comme aide-naturaliste au Muséum national d'histoire naturelle à Paris. Envoyé en 1821 à Constantinople comme naturaliste attaché à l'ambassade de France, il part de Marseille le 10 octobre et à son arrivée commence de grandes explorations où la politique prend le pas sur la géographie et les sciences naturelles. 
En 1826, il explore le nord de l'Anatolie durant cinq mois. Parti de Trébizonde, il rejoint Erzeroum par les montagnes du Lazistan mais à cause d’une épidémie de peste et les fortes tensions qui y règnent, doit revenir à Constantinople. Il suit alors le Karasu, passe par Sivas, Tokat, Amasia, Osmancık, Tosya, Bolu, Izmit et enfin Scutari avant de rejoindre la capitale. 
En pleine guerre d'indépendance grecque (1827), il visite ensuite Chios, Naxos, Santorin et Poros où il rencontre lord Cochrane et Charles Nicolas Fabvier. Il apprend à Syra la nouvelle de la défaite des Turcs à Navarin et gagne Mytilène puis Smyrne d'où il s'embarque pour la France (1828). 
Chargé de rétablir le consulat de France à Trébizonde (1830), il voyage en 1831 dans le Lazistan et dans la Mingrélie pour y collecter des informations politiques. Il passe ainsi à Sürmene, Caladovas, Rize et Mapavria (Lazistan) puis Hopa, Gonio et Batoum (Mingrélie). 
En 1833, il est chargé d'une mission politique dans le golfe Persique puis en février 1835 au départ du Caire, remonte le Nil et s'embarque à Kosséir sur la mer Rouge. Il visite Djedda, Hoddeida et Moka et atteint Bombay d'où il s'embarque pour Bender Abbas, Ormuz, l'île de Kharg et Bender Bouchir. 
Par le Chatt-el-Arab, il gagne Bassorah où il est nommé vice-consul puis remonte le Tigre jusqu'à Bagdad. 
Consul de France à Bombay (1838), il quitte Bassorah le 16 janvier, s'arrête à Matrah où atteint par les fièvres, il doir rapidement reprendre la mer pour rejoindre Bombay. 
En 1840, il visite les anciens comptoirs portugais de la côte de Malabar et inspecte la colonie de Mahé. En 1842, il débarque à Calicut, traverse le sud du Deccan par Palghat, Coimbatore et Salem et atteint Pondichéry le 12 janvier. Il visite encore Cuddalore puis Madras et quitte Pondichéry le 12 juillet. pour regagner la France. Il passe alors à La Réunion et Sainte-Hélène et débarque à Nantes. 
Nommé vice-consul à Singapour (1846), il y est chargé d'étudier la politique britannique et hollandaise et d'obtenir les autorisations pour se rendre à Java. Il ne quitte la France qu'au printemps 1847, est au Caire en mai où il assiste à la remise de la Légion d'honneur à Méhémet Ali, gagne Suez, Aden, Ceylan et Poulo Penang avant d'atteindre Singapour. 
A la fin de l'année 1847, il parvient enfin à visiter Java où il doit étudier le système des Indes néerlandaises. Il passe à Bangka et arrive à Batavia où il est reçu par le gouverneur à Buitenzorg. Il visite le centre de Java jusqu'au Merapi. Apprenant les événements de la révolution de février 1848, il doit revenir en France (décembre 1848). Révoqué par le gouvernement de la République, il tombe dans la misère et doit vendre pour vivre la plus grande partie de ses collections qu'il destinait au Muséum.
En 1852, rentré en grâce, il est nommé consul à Santa Marta (Colombie) puis à Civita-Vecchia où il meurt en 1857. 
Il est le père de Henri Victor Fontanier.

## Œuvres
- Voyage en Orient entrepris par ordre du gouvernement français de l'année 1821 à l'année 1829 et de 1830 à 1833, 3 vol, 1829-1834
- Voyage dans l'Inde et dans le Golfe Persique par l’Égypte et la Mer Rouge, 3 vol, 1844-1846
- Voyage dans l'archipel indien, 1852